# 黄泥河 (牡丹江)
黄泥河，位于中华人民共和国吉林省敦化市境内，是牡丹江左岸支流，因河水中含泥量较大，故名。发源于敦化市西部黄泥河镇张广才岭东大砬子山，北流至永安村转东流，流经敦化市黄泥河镇和秋梨沟镇，在秋梨沟镇横道河子村以东汇入牡丹江。河长82.4公里，流域面积670平方公里，河道平均比降2.9‰。年均径流量1.99亿立方米。流域内上游植被较好，森林覆盖率75%。沿河两岸大部分是开阔平坦的草甸子和沼泽地，秋梨沟以下河段为玄武岩U形深谷。